# Linia kolejowa nr 869
Linia kolejowa nr 869 – jednotorowa, niezelektryfikowana linia kolejowa znaczenia miejscowego, łącząca stację Wałbrzych Szczawienko z zespołem bocznic szlakowych w Wałbrzychu.
Linia stanowi fragment dawnej linii kolejowej Wałbrzych Szczawienko – Mieroszów.
Linia umożliwia eksploatację bocznic przez pociągi towarowe jadące bezpośrednio z kierunku Świebodzic, a z postojem na stacji Wałbrzych Szczawienko ze strony Boguszowa-Gorców.